# Сухмени
Сухмени́ (белор. Сухмяні́) — деревня в Гродненском районе Гродненской области Беларуси. Входит в состав Коптёвского сельсовета.

## Известные лица
- Андрей Павлович Якубецкий — белорусский общественно-политический деятель, военный, участник Слуцкого восстания.